# برج فندق لويز
برج فندق لويز هو بُرج وفِندق مكون من 50 طابق، ويَقع في وسط مدينة شيكاغو، ويحتوي على 400 غرفة فندقية، و398 شقة للإيجار، بالإضافة إلى احتوائه على مرافق خدمية منوعة منها قاعات للرقص وحانات ومطاعم وأماكن وقوف للسيارات.
ولقد صُمم بنيانه المُهندس المعماري سولو مون، وكروديل، وبيونز، ونّفذته شركة دي أر دبليو، وبلغت تكاليف البناء حوالي 200$ مليون دولار.

## وصلات خارجية
الموقع الرسمي 
(بالإنجليزية)
‌